# USS Harold C. Thomas (DE-21)
USS Harold C. Thomas (DE-21) là một tàu hộ tống khu trục lớp Evarts được Hải quân Hoa Kỳ chế tạo trong Chiến tranh Thế giới thứ hai. Nó là chiếc tàu chiến duy nhất của Hải quân Mỹ được đặt theo tên Trung úy Hải quân Harold Chester Thomas (1907-1942), người phục vụ trên tàu tuần dương hạng nhẹ Boise (CL-47) và đã tử trận trong Trận chiến mũi Esperance; ông được truy tặng Huân chương Chữ thập Hải quân. Nó đã phục vụ cho đến khi chiến tranh kết thúc, xuất biên chế vào ngày 26 tháng 10 năm 1945 và xóa đăng bạ vào ngày 28 tháng 11 năm 1945. Con tàu bị bán để tháo dỡ vào ngày 25 tháng 11 năm 1946. Harold C. Thomas được tặng thưởng hai Ngôi sao Chiến trận do thành tích phục vụ trong Thế Chiến II.

## Thiết kế và chế tạo
Những chiếc thuộc lớp tàu khu trục Evarts có chiều dài chung 289 ft 5 in (88,21 m), mạn tàu rộng 35 ft 1 in (10,69 m) và độ sâu mớn nước khi đầy tải là 8 ft 3 in (2,51 m). Chúng có trọng lượng choán nước tiêu chuẩn 1.140 tấn Anh (1.160 t); và lên đến 1.430 tấn Anh (1.450 t) khi đầy tải. Hệ thống động lực bao gồm bốn động cơ diesel General Motors Kiểu 16-278A nối với bốn máy phát điện để vận hành hai trục chân vịt; công suất 6.000 hp (4.500 kW) cho phép đạt được tốc độ tối đa 21 kn (24 mph; 39 km/h), và có dự trữ hành trình 4.150 nmi (4.780 mi; 7.690 km) khi di chuyển ở vận tốc đường trường 12 kn (14 mph; 22 km/h).
Vũ khí trang bị bao gồm ba pháo 3 in (76 mm)/50 cal trên tháp pháo nòng đơn có thể đối hạm hoặc phòng không, một khẩu đội 1,1 inch/75 caliber bốn nòng và chín pháo phòng không Oerlikon 20 mm. Vũ khí chống ngầm bao gồm một dàn súng cối chống tàu ngầm Hedgehog Mk. 10 (có 24 nòng và mang theo 144 quả đạn); hai đường ray Mk. 9 và tám máy phóng K3 Mk. 6 để thả mìn sâu.
Nguyên được dự định chuyển giao cho Hải quân Hoàng gia Anh, Harold C. Thomas được đặt lườn như là chiếc HMS Essington (BDE-21) tại Xưởng hải quân Mare Island, ở Vallejo, California vào ngày 30 tháng 4 năm 1942. Nó được hạ thủy vào ngày 18 tháng 12 năm 1942, và được đỡ đầu bởi bà Nelson H. Goss. Tuy nhiên kế hoạch chuyển giao bị hủy bỏ, nên con tàu quay trở lại sở hữu của Hoa Kỳ và đổi tên thành Harold C. Thomas vào ngày 19 tháng 2 năm 1943. Nó nhập biên chế cùng Hải quân Hoa Kỳ vào ngày 31 tháng 5 năm 1943 dưới quyền chỉ huy của Hạm trưởng, Trung tá Hải quân Herman Reich.

## Lịch sử hoạt động
Sau ba chuyến đi khứ hồi hộ tống các tàu buôn đi lại giữa và Trân Châu Cảng, Harold C. Thomas phục vụ cho hoạt động huấn luyện tàu ngầm của Hạm đội Thái Bình Dương từ ngày 2 đến ngày 20 tháng 11, 1943. Nó khởi hành từ Trân Châu Cảng vào ngày 20 tháng 11 cùng một đoàn tàu buôn và tàu chở hàng, đi đến Abemama thuộc quần đảo Gilbert vào ngày 28 tháng 11, một tuần sau khi lực lượng Đệ Ngũ hạm đội dưới quyền Đô đốc Raymond A. Spruance bắt đầu chiến dịch chiếm đóng quần đảo này. Con tàu đã hoạt động tuần tra và hộ tống vận tải tại khu vực quần đảo Gilbert cho đến hết năm 1943.
Sau khi được bảo trì vào đầu năm 1944, Harold C. Thomas lên đường trong vai trò soái hạm của Đội hộ tống 10 vào ngày 29 tháng 2. Đi đến Eniwetok thuộc quần đảo Marshall vào ngày 11 tháng 3, nó làm nhiệm vụ hộ tống vận tải tại khu vực này cho đến ngày 30 tháng 3, khi nó được điều sang một đội tìm-diệt tàu ngầm để hoạt động tuần tra chống tàu ngầm tại khu vực phía Đông quân đảo Marshall. Quay trở lại Trân Châu Cảng vào ngày 6 tháng 5, con tàu quay lại vai trò hộ tống vận tải cho các tàu buôn, tàu chở hàng và tàu chuyển quân di chuyển từ vùng quần đảo Hawaii đến các khu vực Marshall, Admiralty, Palau và Mariana, xen kẻ với nhiệm vụ huấn luyện tàu ngầm tại Trân Châu Cảng. Vào ngày 21 tháng 11, nó đã cứu vớt bảy người sống sót từ một thủy phi cơ PBM Mariner bị rơi trên biển ngoài khơi Majuro.
Khởi hành từ Trân Châu Cảng vào ngày 21 tháng 1, 1945 để quay trở về vùng bờ Tây, nó về đến San Francisco, California sáu ngày sau đó, và tiếp tục đi đến San Diego, California để được đại tu theo định kỳ. Nó quay trở lại Trân Châu Cảng vào ngày 5 tháng 4, nơi nó hoạt động huấn luyện tàu ngầm và hộ tống vận tải cho đến khi chiến tranh kết thúc.
Harold C. Thomas rời khu vực quần đảo Hawaii vào ngày 21 tháng 9 để quay trở về Hoa Kỳ, về đến San Pedro, California vào ngày 27 tháng 9. Con tàu được cho xuất biên chế tại đây vào ngày 26 tháng 10, 1945, rồi được bán cho hãng Pacific Bridge Co. tại San Francisco, California vào ngày 25 tháng 11, 1946 để tháo dỡ.

## Phần thưởng[2]
|  |                           |  |
|  | Bronze star · Bronze star |  |

| Dãi băng Hoạt động Tác chiến (truy tặng) |                                                                         |                                                                         |                                      |
| Huân chương Chiến dịch Hoa Kỳ            | Huân chương Chiến dịch Châu Á-Thái Bình Dương với 2 Ngôi sao Chiến trận | Huân chương Chiến dịch Châu Á-Thái Bình Dương với 2 Ngôi sao Chiến trận | Huân chương Chiến thắng Thế Chiến II |